# 트리하우스

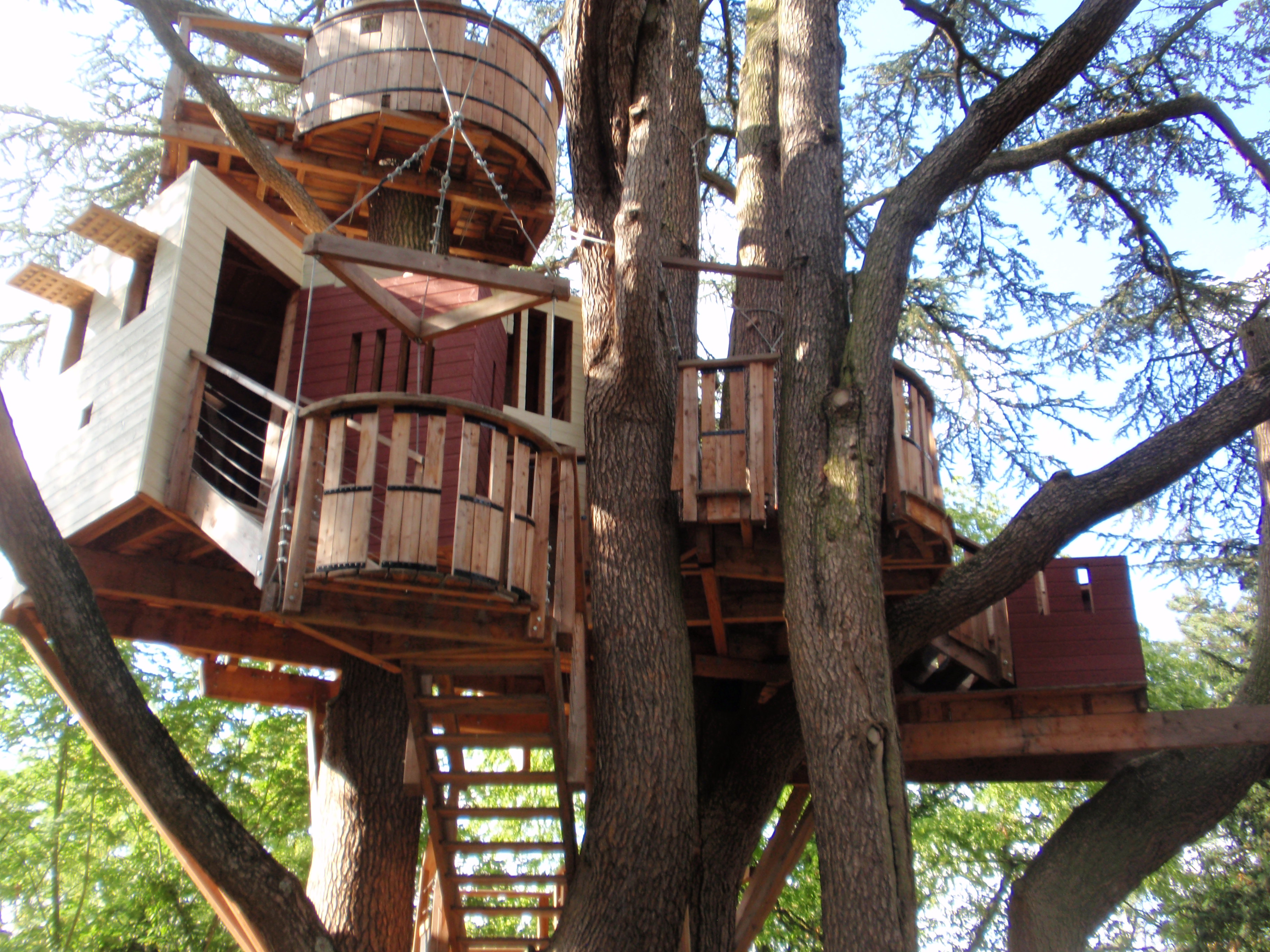
랑제 성에 있는 트리하우스

트리하우스(Tree house)는 살아있는 나무를 건축 상 기초로 활용하는 사람을 위한 주택이다. 본래는 영구적인 거주 또는 창고로 건축된 것이다. 인도네시아와 중남미 등 열대 우림 지대에서 현지인의 저택으로 지어지는 경우가 많다. 파푸아 섬의 코로와이 족은 트리하우스를 짓고 나무 위에서 생활을하는 대표적인 민족이며, 트리하우스를 만들어 나무 위에서 생활을 하는 이유는 적대 관계에 있는 다른 민족으로부터 자신을 보호하기 때문이다.

## 같이 보기
- 호상 가옥
- 나무 타기
- 둥지